# Nicholas Ffrost
Nicholas Ffrost (né le 14 août 1986 à Mackay) est un nageur australien spécialiste des distances sprint (100 et 200 mètres) en nage libre. Il est médaillé de bronze lors du relais 4 × 200 m nage libre aux Jeux olympiques d'été de 2008. 

## Palmarès

### Jeux olympiques
- Jeux olympiques de 2008 à Pékin ( Chine) :.
  -  Médaille de bronze du relais 4 × 200 m nage libre

### Championnats du monde

#### Grand bassin
- Championnats du monde 2007 à Melbourne ( Australie) :
  -  Médaille d'argent du relais 4 × 200 m nage libre[1].

- Championnats du monde 2009 à Rome ( Italie) :
  -  Médaille de bronze du relais 4 × 200 m nage libre[1].

#### Petit bassin
- Championnats du monde 2006 à Shanghai ( Chine) :
  -  Médaille d'argent du relais 4 × 200 m nage libre

### Championnats pan-pacifiques
- Championnats pan-pacifiques 2006 à Victoria ( Canada)
  -  Médaille de bronze du relais 4 × 200 m nage libre
- Championnats pan-pacifiques 2010 à Irvine ( États-Unis)
  -  Médaille de bronze du relais 4 × 200 m nage libre

### Jeux du Commonwealth
- Jeux du Commonwealth de 2006 à Melbourne ( Australie)
  -  Médaille de bronze du relais 4 × 200 m nage libre
- Jeux du Commonwealth de 2010 à Delhi ( Inde)
  -  Médaille d'or du relais 4 × 200 m nage libre